# Ciberética
Ciberética es el estudio  filosófico de ética relacionado con los entornos virtuales, que abarca el comportamiento del usuario ante lo que las  computadoras están programadas para hacer, y cómo esto afecta a las personas y la sociedad. Durante años, muchos gobiernos han promulgado regulaciones mientras que las organizaciones han definido políticas sobre ciberética.

## Historial de privacidad
A finales del siglo XIX, la invención de las  cámaras estimuló debates éticos similares a los de Internet en la actualidad. Durante un seminario de Harvard Law Review en 1890, Warren y Brandeis definieron la privacidad desde un punto de vista ético y moral como fundamental para la dignidad y la individualidad y la personalidad; siendo la privacidad también indispensable para un sentido de autonomía, para la sensación de que hay un área de la vida de un individuo que está totalmente bajo su control, un área libre de intrusiones externas donde la privación de privacidad puede, incluso, poner en peligro la salud de una persona.
Más de 100 años después, Internet y la proliferación de  datos privados a través de los gobiernos y el comercio electrónico es un área que requiere una nueva ronda de debate ético que involucra la privacidad de una persona.
La privacidad puede descomponerse a la limitación del acceso de los demás a un individuo con "tres elementos de secreto, anonimato y soledad".
El  anonimato se refiere al derecho del individuo a la protección contra la atención no deseada. La soledad se refiere a la falta de proximidad física de un individuo con los demás. El secreto se refiere a la protección de la información personalizada para que no se distribuya libremente.
Las personas entregan información privada cuando realizan transacciones y se registran para recibir servicios. La práctica empresarial ética protege la privacidad de sus clientes asegurando información que puede contribuir a la pérdida del secreto, el anonimato y la soledad. La información de la tarjeta de crédito, los números de la seguridad social, los números de teléfono, los nombres de soltera de las madres, las direcciones y los números de teléfono que se recopilan y comparten libremente a través de Internet puede ocasionar la pérdida de la privacidad.
El fraude y la suplantación son algunas de las actividades maliciosas que ocurren debido al abuso directo o indirecto de información privada. El robo de identidad está aumentando rápidamente debido a la disponibilidad de información privada en Internet. Por ejemplo, siete millones de estadounidenses fueron víctimas del robo de identidad en 2002, y casi 12 millones de estadounidenses fueron víctimas de robo de identidad en 2011, lo que lo convierte en el crimen de más rápido crecimiento en los Estados Unidos.
Los buscadores de registros públicos y las bases de datos son los principales culpables que contribuyen al aumento del delito cibernético. A continuación se enumeran algunas recomendaciones para restringir las bases de datos en línea contra la proliferación de información sensible del personal.
- Exclusión de los identificadores únicos confidenciales de los registros de la base de datos, como los números de la seguridad social, las fechas de nacimiento, el nombre de soltera de la madre de familia y el lugar de residencia.
- Exclusión de los números de teléfono que normalmente no están en la lista.
- Disposición clara de un método que permita a las personas eliminar sus nombres de una base de datos.
- Prohibición de los servicios de búsqueda inversa de números de seguridad social.[5][página requerida]

## Recolección de datos privados
Los  almacenes de datos se utilizan hoy en día para recopilar y almacenar grandes cantidades de datos personales y transacciones de consumidores. Estas instalaciones pueden conservar grandes volúmenes de información del consumidor durante un tiempo indefinido. Algunas de las arquitecturas clave que contribuyen a la erosión de la privacidad incluyen bases de datos, cookies y spyware. algunos pueden argumentar que se supone que los almacenes de datos están solos y protegidos. Sin embargo, el hecho es que se puede recopilar suficiente información personal de sitios web corporativos y sitios de redes sociales para iniciar una búsqueda inversa. Por lo tanto: ¿no es importante abordar algunos de los problemas éticos con respecto a cómo los datos protegidos terminan en el dominio público?
Como resultado, las empresas de protección contra robo de identidad van en aumento. Empresas como LifeLock y JPMorgan Chase han comenzado a capitalizar la venta de seguros de protección contra robo de identidad.

## Propiedad
El debate ético ha incluido desde hace tiempo el concepto de propiedad. Este concepto ha creado muchos enfrentamientos en el mundo de la ciberética. Una filosofía de Internet se centra en la libertad de información. La controversia sobre la propiedad se produce cuando se infringe la propiedad de la información o es incierta.

## Derechos de propiedad intelectual
La velocidad cada vez mayor de Internet y la aparición de la tecnología de compresión, como mp3, le abrieron las puertas al intercambio de  archivos de punto a punto, una tecnología que permitía a los usuarios transferir archivos de forma anónima, previamente visto en programas como Napster. o ahora se ve a través del protocolo de comunicaciones como BitTorrent. Gran parte de esto, sin embargo, era música con derechos de autor e ilegal transferirla a otros usuarios. Si es ético transferir medios protegidos por derechos de autor es otra cuestión.
Los defensores del uso compartido de archivos sin restricciones señalan cómo el intercambio de archivos ha brindado a las personas un acceso más amplio y rápido a los medios, ha aumentado la exposición a nuevos artistas y ha reducido los costos de transferencia de medios (incluido menos impacto ambiental). Los partidarios de las restricciones en el intercambio de archivos argumentan que debemos proteger los ingresos de nuestros artistas y otras personas que trabajan para crear nuestros medios. Este argumento se responde parcialmente señalando la pequeña proporción de dinero que los artistas reciben de la venta legítima de medios.
También vemos un debate similar sobre los derechos de propiedad intelectual con respecto a la propiedad del software. Los dos puntos de vista opuestos son para el software de fuente cerrada distribuido bajo licencias restrictivas o para software libre y de código abierto. Se puede argumentar que se requieren restricciones porque las compañías no invertirían semanas y meses en desarrollo si hubiera no hay incentivo para los ingresos generados por las tarifas de ventas y licencias. Un argumento en contra de esto es que estar parado sobre los hombros de los gigantes es mucho más barato cuando los gigantes no tienen derechos de propiedad intelectual. Algunos defensores de la fuente abierta creen que todos los programas deberían estar disponibles para cualquiera que quiera estudiarlos.

## Gestión de derechos digitales (DRM)
Con la introducción del software de gestión de derechos digitales, surgen nuevos problemas sobre si la subversión de DRM es ética. Algunos defienden a los hackers de DRM como defensores de los derechos de los usuarios, permitiendo a los ciegos hacer audiolibros de archivos PDF que reciben, permitiendo a las personas grabar la música que legítimamente han comprado en CD o transferirla a una nueva computadora. Otros ven esto como nada más que una simple violación de los derechos de los titulares de propiedad intelectual, lo que abre la puerta al uso no compensado de medios protegidos por derechos de autor.

## Accesibilidad, censura y filtrado
La accesibilidad, la censura y el filtrado plantean muchos problemas éticos que tienen varias ramas en ciberética. Han surgido muchas preguntas que continúan desafiando nuestra comprensión de la privacidad, la seguridad y nuestra participación en la sociedad. A lo largo de los siglos se han construido mecanismos en nombre de la protección y la seguridad. Hoy las aplicaciones son en forma de software que filtra dominios y contenido para que no se pueda acceder a ellos fácilmente u obtenerlos sin una elusión elaborada o en un nivel personal y comercial a través de un software gratuito o de control de contenido. La censura y el filtrado de Internet se utilizan para controlar o suprimir la publicación o el acceso a la información. Los problemas legales son similares a la censura y el filtrado fuera de línea. Los mismos argumentos que se aplican a la censura y el filtrado fuera de línea se aplican a la censura y el filtrado en línea; si las personas están mejor con acceso gratuito a la información o si deberían estar protegidas de lo que un órgano de gobierno considera perjudicial, indecente o ilícito. El miedo al acceso de los menores es motivo de gran preocupación y han surgido muchos grupos defensores en línea para crear conciencia y controlar la accesibilidad de los menores a Internet.
La censura y el filtrado se producen a pequeña o gran escala, ya sea una empresa que restrinja el acceso de sus empleados al ciberespacio bloqueando ciertos sitios web que solo se consideran relevantes para el uso personal y perjudican la productividad o en mayor escala cuando un gobierno crea grandes cortafuegos que censuran y filtran el acceso a cierta información disponible en línea con frecuencia desde fuera de su país a sus ciudadanos y a cualquier persona dentro de sus fronteras. Uno de los ejemplos más famosos de un país que controla el acceso es el Proyecto Golden Shield, también conocido como el Gran Cortafuegos de China, un proyecto de censura y vigilancia creado y operado por la República Popular de China. Otra instancia es el caso 2000 de la Liga contra el Racismo y el Antisemitismo (LICRA), Unión Francesa de Estudiantes Judíos, contra Yahoo! Inc (EE. UU.) Y Yahoo! Francia, donde el Tribunal francés declaró que el acceso de los usuarios de Internet franceses al sitio web de la subasta que contiene objetos nazis constituye una infracción de la ley francesa y una ofensa a la 'memoria colectiva' del país y que el simple acto de mostrar tales objetos (por ejemplo exhibición de uniformes, insignias o emblemas que se asemejan a los usados o exhibidos por los nazis) en Francia constituye una violación del artículo R645-1 del Código Penal y, por lo tanto, se considera una amenaza para el orden público interno. Desde fallo judicial francés, muchos sitios web deben cumplir con las reglas de los países en los que son accesibles.

## Libertad de información
La libertad de información, es decir, la libertad de expresión, así como la libertad de buscar, obtener e impartir información, plantea la cuestión de quién o qué tiene jurisdicción en el ciberespacio. El derecho a la libertad de información está comúnmente sujeto a limitaciones que dependen del país, la sociedad y la cultura de que se trate.
En general, hay tres puntos de vista sobre el tema en lo que se refiere a Internet. El primero es el argumento de que Internet es una forma de medios de comunicación que los ciudadanos de los gobiernos ponen a disposición de los ciudadanos y que, por lo tanto, debe ser regulada por cada gobierno individual dentro de las fronteras de sus respectivas jurisdicciones. Segundo, es que, los gobiernos del mundo industrial ... no tienen soberanía [a través de Internet] ... No tenemos un gobierno electo, ni es probable que tengamos uno, ... Usted no tiene el derecho moral de gobernarnos. ni posee ningún método de aplicación que tengamos una verdadera razón para temer. Un tercero considera que Internet reemplaza todas las fronteras tangibles como las fronteras de los países, la autoridad debe otorgarse a un organismo internacional, ya que lo que es legal en un país puede ser contrario a la ley en otro.

## Brecha digital
Un tema específico para los problemas éticos de la libertad de información es lo que se conoce como brecha digital. Esto se refiere a la inequidad socioeconómica entre aquellos que han tenido acceso a la tecnología digital y de la información, como el ciberespacio, y aquellos que han tenido acceso limitado o nulo en absoluto. Esta brecha de acceso entre países o regiones del mundo se llama brecha digital global.

## Sexualidad y pornografía
La sexualidad en términos de orientación sexual, infidelidad, sexo con menores o entre menores, exposición pública y pornografía siempre han provocado controversia ética. Estos problemas se reflejan en línea en diversos grados. En términos de su resonancia, el desarrollo histórico de la industria de la pornografía en línea y el contenido generado por los usuarios han sido estudiados por académicos de los medios. Uno de los mayores debates cibernéticos es sobre la regulación, distribución y accesibilidad de la pornografía en línea. El material pornográfico hardcore generalmente es controlado por los gobiernos con leyes sobre cuán mayor se debe ser para obtenerlo y qué formas son aceptables o no. La disponibilidad de pornografía en línea cuestiona la jurisdicción y plantea el problema de la regulación en particular sobre la pornografía infantil, que es ilegal en la mayoría de los países, así como la pornografía que involucra violencia o animales, que está restringida dentro de la mayoría de los países.

## Apuestas
El juego es a menudo un tema en debate ético ya que algunos lo ven como intrínsecamente incorrecto y apoyan la prohibición o el control, mientras que otros defienden que no es legal. "Entre estos extremos se encuentra una multitud de opiniones sobre qué tipos de juegos de azar el gobierno debería permitir y dónde se debe permitir que ocurra. La discusión del juego obliga a los responsables de las políticas públicas a tratar cuestiones tan diversas como la adicción, los derechos tribales, los impuestos, la vejez, el deporte profesionales y amateur, el crimen organizado, la neurobiología, el suicidio, el divorcio y la religión.
Debido a su controversia, el juego está prohibido o está muy controlado a nivel local o nacional. El acceso a Internet y su capacidad de cruzar fronteras geográficas han dado lugar a juegos de azar en línea ilegales, a menudo en operaciones en alta mar. Con el paso de los años, los juegos de azar en línea, tanto legales como ilegales, han crecido exponencialmente, lo que ha generado dificultades en la regulación. Este enorme crecimiento incluso ha cuestionado el lugar ético del juego en línea.

## Organizaciones relacionadas
Las siguientes organizaciones son de notable interés en los debates ciberéticos:
- Federación Internacional de Procesamiento de Información (IFIP)
- Asociación para la maquinaria informática, grupo de interés especial: computadoras y sociedad (SIGCAS)
- Centro de Información de Privacidad Electrónico (EPIC)
- Electronic Frontier Foundation (EFF)
- Centro Internacional de Ética de la Información (ICIE)
- Direcciones e Implicaciones en Computación Avanzada (DIAC)
- El Centro de Computación y Responsabilidad Social (CCSR)
- Ciber-derechos y ciber-libertades
- Revista Internacional de Ciberética en la Educación (IJCEE)[14]

## Códigos de ética en informática
A continuación se enumeran cuatro ejemplos notables de códigos de ética para profesionales de TI:

### RFC 1087
En enero de 1989, el Internet Architecture Board (IAB) en RFC 1087 define una actividad como poco ética e inaceptable si:
1. Busca obtener acceso no autorizado a los recursos de Internet.
2. Interrumpe el uso previsto de Internet.
3. Desperdicia recursos (gente, capacidad, computadora) a través de tales acciones.
4. Destruye la integridad de la información basada en computadora, o
5. Compromete la privacidad de los usuarios.[15]

## El Código de prácticas justas de información
El Código de Prácticas de Información Justa se basa en cinco principios que describen los requisitos para los sistemas de mantenimiento de registros. Este requisito fue implementado en 1973 por el Departamento de Salud, Educación y Bienestar de EE. UU.
1. No debe haber sistemas de registro de datos personales cuya propia existencia sea secreta.
2. Debe haber una manera para que una persona descubra qué información sobre la persona se encuentra en un registro y cómo se usa.
3. Debe haber una manera para que una persona evite que la información sobre la persona que se obtuvo con un propósito se use o se ponga a disposición para otros fines sin el consentimiento de esa persona.
4. Debe haber una manera para que una persona corrija o enmiende un registro de información identificable sobre la persona.
5. Cualquier organización que cree, mantenga, use o disemine registros de datos personales identificables debe garantizar la confiabilidad de los datos para su uso previsto y debe tomar precauciones para evitar el uso indebido de los datos.[17]

## Diez mandamientos de la ética informática
Los valores éticos definidos en 1992 por el Computer Ethics Institute; una organización sin fines de lucro cuya misión es avanzar en la tecnología por medios éticos, enumera estas reglas como una guía para la ética informática:
1. No usarás una computadora para dañar a otras personas.
2. No interferirás con el trabajo de la computadora de otras personas.
3. No curiosearás en los archivos informáticos de otras personas.
4. No usarás una computadora para robar.
5. No usarás una computadora para dar falso testimonio.
6. No copiará ni usará software propietario por el que no haya pagado.
7. No utilizarás los recursos informáticos de otras personas sin autorización o compensación adecuada.
8. No deberás apropiarte de la producción intelectual de otras personas.
9. Pensarás en las consecuencias sociales del programa que estás escribiendo o del sistema que estás diseñando.
10. Siempre usarás una computadora de manera que asegure consideración y respeto por tus compañeros humanos.[18]